# Єліно (Клинський район)
Єліно — село у складі міського поселення Клин Клинського району Московської області Російської Федерації.

## Розташування
Село Горбово входить до складу міського поселення Клин. Найближчі населені пункти, Покров, Покровка.

## Населення
Станом на 2010 рік у селі проживало 29 людей